# Earthquake (Modern Family)
Earthquake é o terceiro episódio da segunda temporada da série Modern Family. O episódio foi exibido originalmente pela ABC no dia 6 de outubro de 2010 nos EUA.

## Sinopse
Quando um terremoto atinge a cidade, Claire fica presa no banheiro com o encanador enquanto Phil tenta a todo custo esconder um segredo; Manny experimenta uma crise existencial com Jay, Mitchell e Cameron usam o terremoto como uma desculpa para não precisar ir a uma festa de um amigo o que acaba sendo uma péssima ideia.

## Críticas
Na sua transmissão original americana, "Earthquake", foi visto por cerca de 11.360 mil famílias de acordo com a Nielsen Media Research, tornando o terceiro show mais visto da noite.
O episódio recebeu críticas positivas. Joel Keller do TV Squad escreveu que "foi um grande trabalho a toda a volta. Estou esperando o show pode continuar evitando uma queda do segundo ano por tanto tempo quanto puderem". Donna Bowman deu ao episódio um B chamando-a de "meia hora meramente sólida". Lesley Savage da Entertainment Weekly elogiou o uso dos personagens e membros do elenco dizendo "Cada personagem teve momentos hilariantes hoje à noite". Ela também chamou Manny de o melhor personagem dizendo que ele "roubou a cena". Kara Klenc da TV Guide disse: "Havia uma tonelada de momentos hilariantes neste episódio".